# Wafel

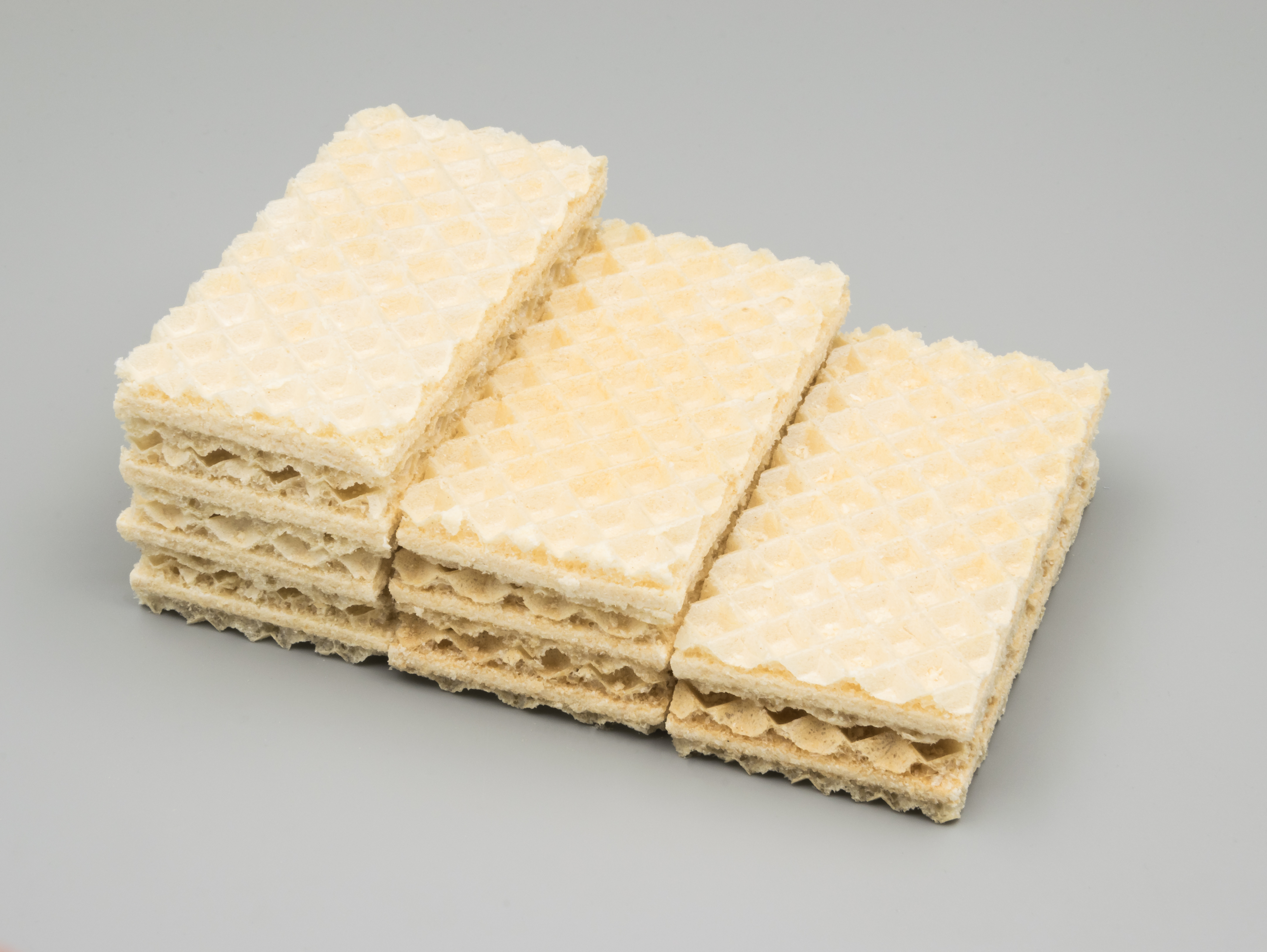
Wafle przekładane (andruty)

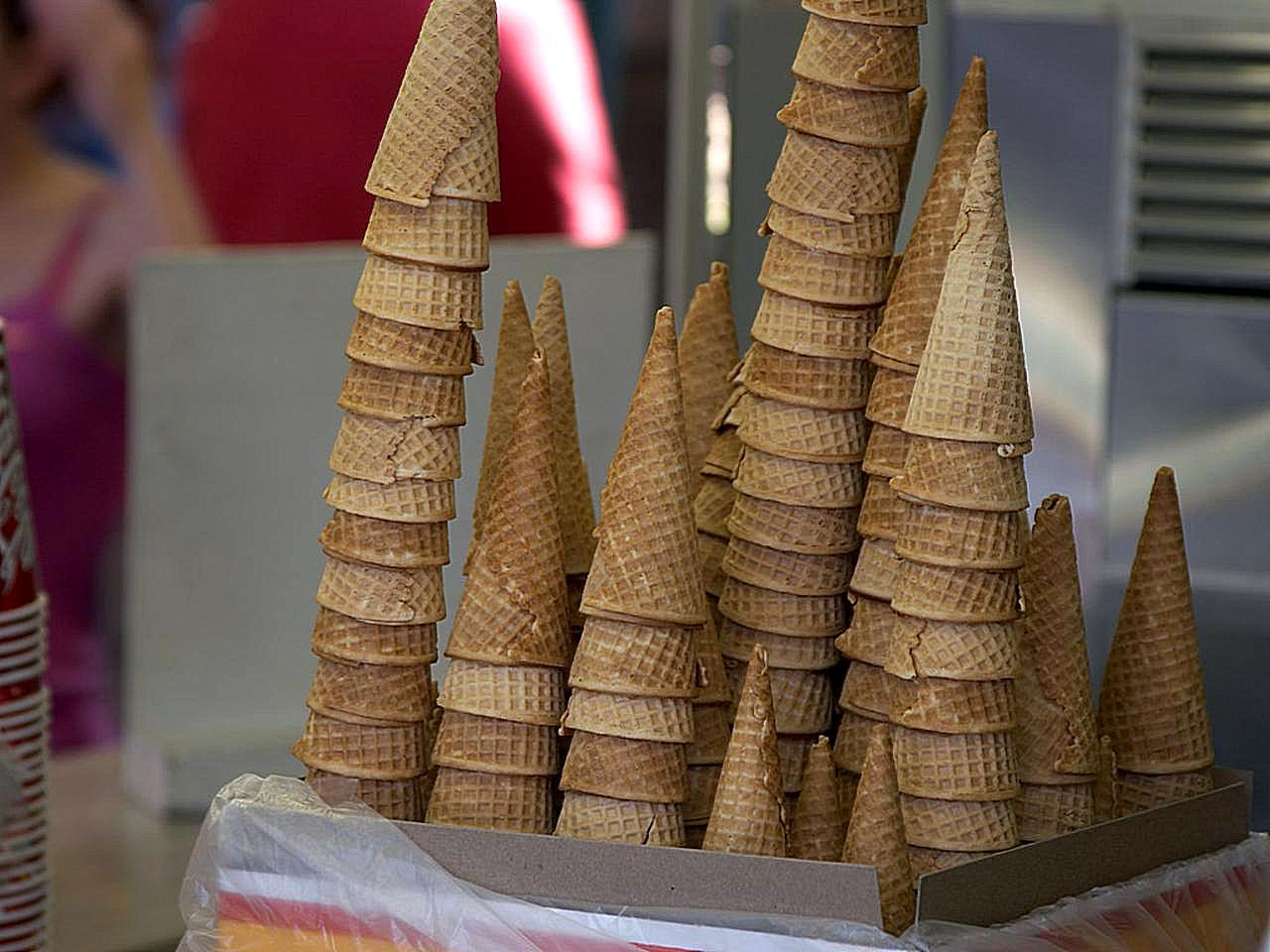
Wafle cukrowe (rożki) do lodów

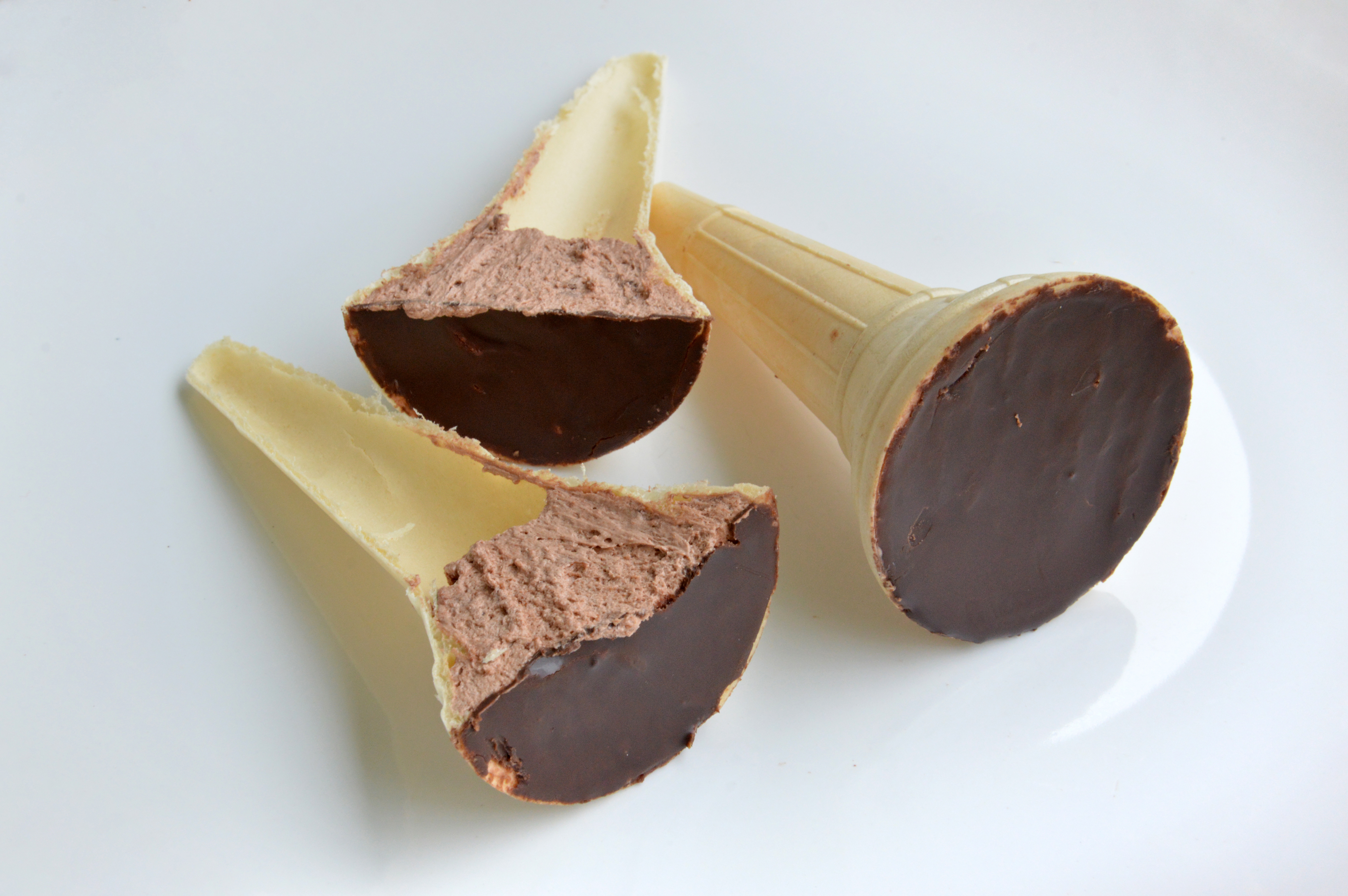
Rożki waflowe z kremem

Wafel – rodzaj pieczywa cukierniczego trwałego, wyrób ciastkarski w postaci cienkiego, łamliwego płata – zależnie od przeznaczenia, w formie blatu, rożka, rurki itp. Andruty są to cienkie wafle o kratkowanej fakturze, wypiekane w specjalnych formach. Oblaty to cienkie, okrągłe wafle z wody, mąki pszennej i oleju, wypiekane w specjalnych formach. W szerszym znaczeniu, definicja wafli obejmuje gofry.
Blaty waflowe wykorzystuje się m.in. do wyrobu mazurków, pischingerów itp. W języku polskim słowa „wafel” oraz „andrut” oznaczają również ciastka zrobione z kilku warstw blatów waflowych przekładanych słodkimi masami smakowymi. Rożki i kubki waflowe wykorzystuje się jako foremki do podawania kremów i deserów lodowych, jako korpusy do ciepłych lodów itp. Rurki waflowe można nadziewać kremami (rurka z kremem) ale też np. lodami. Wyroby waflowe znajdują też zastosowanie jako dodatki (czasem dekoracyjne) do deserów.